# Stazione meteorologica di Moruzzo
La stazione meteorologica di Moruzzo è la stazione meteorologica di riferimento relativa alla località di Moruzzo.

## Coordinate geografiche
La stazione meteo si trova nell'Italia nord-orientale, in Friuli-Venezia Giulia, in provincia di Udine, nel comune di Moruzzo, a 264 metri s.l.m. e alle coordinate geografiche 46°07′N 13°07′E.

## Dati climatologici
In base alla media trentennale di riferimento 1961-1990, la temperatura media del mese più freddo, gennaio, si attesta a +2,9 °C; quella del mese più caldo, luglio, è di +21,4 °C .
| Moruzzo            | Mesi | Mesi | Mesi | Mesi | Mesi | Mesi | Mesi | Mesi | Mesi | Mesi | Mesi | Mesi | Stagioni | Stagioni | Stagioni | Stagioni | Anno |
| Moruzzo            | Gen  | Feb  | Mar  | Apr  | Mag  | Giu  | Lug  | Ago  | Set  | Ott  | Nov  | Dic  | Inv      | Pri      | Est      | Aut      | Anno |
| ------------------ | ---- | ---- | ---- | ---- | ---- | ---- | ---- | ---- | ---- | ---- | ---- | ---- | -------- | -------- | -------- | -------- | ---- |
| T. max. media (°C) | 6,0  | 7,6  | 11,4 | 15,9 | 21,1 | 24,4 | 26,8 | 26,3 | 23,2 | 17,9 | 11,3 | 7,3  | 7,0      | 16,1     | 25,8     | 17,5     | 16,6 |
| T. min. media (°C) | −0,3 | 0,1  | 2,8  | 6,9  | 10,8 | 14,2 | 15,9 | 15,5 | 13,1 | 8,9  | 4,5  | 0,9  | 0,2      | 6,8      | 15,2     | 8,8      | 7,8  |